# 眞島浩一

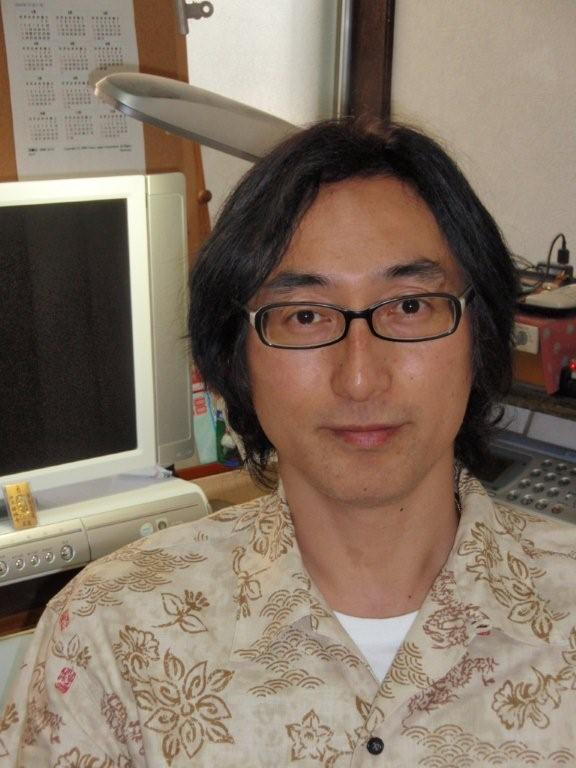
眞島浩一

眞島 浩一（ましま こういち、1964年7月23日-）は、脚本家、漫画原作者、ゲームシナリオライター。青木健生と共作のペンネームとしてましま蒼樹を使う。社団法人日本シナリオ作家協会会員。新潟県新潟市出身。2002年、アニメ『パタパタ飛行船の冒険』でデビュー。総合学園ヒューマンアカデミーのシナリオ総合講座講師。アンドリーム（&REAM）所属。

## 経歴・エピソード
新潟南高校を卒業後、専修大学の法学部に入学。在学中に、一年間のイギリス留学を経験。翌年には世界放浪の旅に出る。卒業後、IT関連の企業に就職する。会社で社内報の作成などを手掛けるうちに、文章で生計を立てることを志すようになり、9ヶ月ほどで退職する。当初は小説家志望であったが、劇団『テアトル・エコー』を卒業した友人たちの舞台を手伝ううちに、その脚本を担当するようになる。脚本家として、劇団『大人計画』のオーディションを受け、合格した経験もある。
日本シナリオ作家協会のシナリオ講座に入学し、脚本家・猪又憲吾と出会い、師事を受ける。猪又憲吾とは、氏が亡くなるまでずっと師と仰ぎ続け、また今も変わらず仰ぎ続けている。オリジナル作品『黒の奔流』で、第11回・大伴昌司賞ノミネート賞を受賞し、2002年アニメ『パタパタ飛行船の冒険』でデビューする。
デビューのきっかけとして、JCM（株式会社ジャパンクリエイティブマネージメント Japan Creative Management Co.,Ltd. / 前身は（株）クリエーターズ・エージェンシー）代表取締役社長の赤嶺和彦に目を掛けられたことだった。同年（2002年）にはアニメ『爆闘宣言ダイガンダー』でさらに飛躍。
2005年には、特撮『幻星神ジャスティライザー』において、川北紘一特撮技術監督に声を掛けられ、脚本執筆に参加。川北との出会いは、2001年にまで遡り、当時東宝映像美術においてプロデューサー業務をしていた川北と供に、『私は死にかけた! 奇跡の生還（日本テレビ）』の一コーナーの『ゴジラのスーツアクター』編を手掛けたのがきっかけだった。
また同年には、東宝映像美術が警視庁より受注した「制圧逮捕教養ビデオ」の脚本を担当し、優秀賞を受賞している。ただし、一般では視聴されない作品である。
2009年待田堂子を中心とした脚本家チームで多くの話を執筆した。この待田との出会いをきっかけに、エッジワークスの代表取締社長であり、脚本家の山野辺一記と知り合い、ゲーム・シナリオの執筆への足掛かりとなる。ゲーム・シナリオ作家としてのデビューは、『SAMURAI 7』（PS2）である。エッジワークスと供に、『ひぐらしのなく頃に祭』、『家庭教師ヒットマンREBORN! ドリームハイパーバトル! 死ぬ気の炎と黒き記憶』、『タユタマ -Kiss on my Deity-』、『ヴァンパイア騎士DS』など、現在も多くの作品に携わっている。

## アニメ作品
2002年
- パタパタ飛行船の冒険 （2、6、12、13、16、19、21話、24、25話、脚本[6]）
- 爆闘宣言ダイガンダー （17、21、28、33話、脚本）

2004年
- ぱずりーず（脚本）

2005年
- それいけ!アンパンマン （脚本）

2009年
- ティアーズ・トゥ・ティアラ （4、9、12、13、17、21、24話、脚本）

2012年
- 善人シボウデス PV （脚本・（株）ゴンゾ制作）

2015年
- うたわれるもの 偽りの仮面（脚本）

## ドラマ作品
2004年
- 電池が切れるまで （原案脚本：テレビ朝日木曜ドラマ）

## ゲーム作品
※株式会社エッジワークス名義含む
2006年
- FigureHead(フィギュア・ヘッド)
- ひぐらしのなく頃に祭
- SAMURAI 7
- 家庭教師ヒットマンREBORN! ドリームハイパーバトル! 死ぬ気の炎と黒き記憶

2008年
- ばと☆ぷりオンライン(WINLIGHT)
- 講談社ガールズ『Get Backers』(講談社)

2009年
- タユタマ -Kiss on my Deity-
- ヴァンパイア騎士DS
- ダン←ダム
- ひぐらしデイブレイクPortable MEGA EDITION

2010年
- 世界でいちばんNGな恋
- 星座彼氏シリーズ Starry☆Sky(VOLTAGE)

2011年
- 戦場のヴァルキュリア3
- 韓カレ〜100万回のサランヘヨ（GREE）
- ドキ×2★婚活パーティ（2009年 - 2011年）

## 映画
2007年
- やる気まんまん

## マンガ原作
2009年
- プロ野球因縁の対決9番勝負!!(日本文芸社）

2010年
- プロ野球剛球エース9番勝負!!（日本文芸社）

2011年
- プロ野球日本シリーズ9番勝負!!（日本文芸社）

2012年〜
- 球世主（双葉社アクションにて連載）

## OV作品
2003年
- 都市伝説

2008年
- ぶっ☆かけ

2011年
- ボディ・ファンドされた女 -復讐

## 特撮作品
2005年
- 幻星神ジャスティライザー(28、38、39、44、45話、脚本)

## 構成台本
1999年
- 走れ!!しあわせ建設（フジテレビ）

2001.10.12
- 私は死にかけた! 奇跡の生還（日本テレビ）

2005
- 制圧逮捕教養ビデオ2005年度版

2006
- 制圧逮捕教養ビデオ2006年度版

2007年
- 情報誌「主婦の友社刊 グレートエイジ いまこそ VOL.6」
- 制圧逮捕教養ビデオ2007年度版